# 마이클 잭슨의 문워커
《마이클 잭슨의 문워커》(Michael Jackson's Moonwalker)는 1988년 동명의 이름으로 제작된 영화 문워커 기반의 비디오 게임이다. 이 게임은 메가드라이브와 세가 마스터 시스템, 그리고 아케이드 시장에 출시되었다. 스토리는 영화와 비슷하게 미스터 빅에게서 아이들을 구출해 내게 되는 전개이다. 음악은 Beat It과 Smooth Criminal 등을 사용하였다.

## 홈 컴퓨터 버전
8비트와 16비트 PC판이 존재하며, 아이리시 에메랄드 스프트웨어 리미티드에서 제작되어 U.S. Gold의 사명으로 출판되었다.

### 게임플레이
문워커는 총 4가지의 레벨로 나뉘어 있으며, 첫번째 스테이지는 '스피드 데몬'이라는 도구를 이용하여 미로형 스튜디오 주변을 돌아다니면서 아이템과 소품 등을 모은 뒤 토끼로 분장해야 한다. 두번째 스테이지는 스튜디오 내의 광팬들을 피한 뒤 오토바이로 가서 보석을 모아 살아남아야 한다. 세번째 스테이지는 Smooth Criminal과 비슷하게 갱스터에게 총을 쏘는 사이드 스크롤링 구간으로 군인들에게 총을 쏘는 구간이 존재한다. 마지막 보스는 아레나에서 플라스마 광선과 Mr.Big의 스톰 투르퍼스와 싸워야 한다. 음원은 루프 형식으로 이루어져 있으며, "Smooth Criminal", "Beat It", "Speed Demon" 등 4개의 구간 반복형 노래로 구성되어 있다.

## 아케이드 버전
홈 컴퓨터 버전과는 다르게, 마이클 잭슨의 문워커(マイケル・ジャクソンズ・ムーンウォーカー)의 아케이드 판은 세가 게임즈와 트림프 인터네셔널이 마이클 잭슨의 직접적인 도움을 받아 세가 시스템 18 하드웨어로 제작된 것이다. 반면 이 게임에서는 세가 아케이드 보드의 특징 중 하나인 'Suicide Battery' 기능 오류로 인해 게임이 불가능할 경우가 있었으며 이로 인해 사용자들이 불편을 겪는 경우가 많았다. 이 아케이드 버전은 플랫폼 게임로서의 면모를 보여주기 보다는 격투형 면모를 더욱 더 강조하였다.
게임의 캐비닛에서 볼 수 있듯 세명이 동시에 사용 가능하며, 모두 다른 의복의 마이클 잭슨을 한 명씩 골라 할 수 있다. 첫번째 플레이어는 하얀 정장을 입으며 모자를 쓰고, 그리고 파란 셔츠를 입고 나온다. 두번째 플레이어는 하얀 셔츠에 스칼렛 식 정장을 입고 모자를 쓰고 나온다. 마지막으로 세번째 플레이어는 검정 정장을 입고 빨간 셔츠를 입고 나온다. 모든 플레이어들은 모두 완장을 차고 있는데, 하얀 복장에는 파란색, 빨간 복장에는 하얀색, 그리고 검정 복장에는 빨간색 완장을 차고 나온다.
잭슨의 궁극기는 "댄스 매직"으로, 그가 그의 영화에서 나온 그대로 장면이 위에서 비추는 스포트라이트에 맞추어 나온다. 그 궁극기가 발동할 경우, 화면상의 모든 적들은 피격판정을 받는다. 보스들은 움직이지는 않지만, 피격판정 역시 받는다. 만약 침팬지 버블즈(실제 애완동물이었던)과 부딪힐 경우, 로봇 잭슨으로 바뀌어 진행할 수 있다.
게임의 사운드트랙에는 "Smooth Criminal", "Beat It", "Another Part of Me", "Billie Jean"과 "Bad"이 수록되어 있다.

## 메가 드라이브 버전
모두 5스테이지까지 존재하며, 1스테이지는 Smooth Criminal, 2스테이지는 Beat It, 3스테이지에는 Another Part Of Me와 Thriller, 4스테이지에는 Billie Jean, 5스테이지에는 Bad이 수록되어 있다. HP를 절반 소모해서 마피아, 좀비, 군인들과 함께 춤을 추는 궁극기가 존재하며, 여자아이를 찾을 시 4분의 1의 체력이 회복된다. 다른 게임들과는 다르게 마지막 스테이지는 애프터버너와 같은 슈팅 게임으로 마무리한다. 그 외에 궁극기 버튼으로 맨홀과 소화전, 계단 난간(체력 비소비)을 움직일 수 있으며, 3-2 스테이지에서는 별똥별에 마이클을 맞게 하면 로봇 잭슨으로 진행한다. 버블즈는 여기서 보스전으로 연결해주는 위치로 안내한다.

### 세가 마스터 시스템 버전
세가 마스터 시스템 버전은 메가 드라이브버전과 매우 흡사하나 여자아이를 찾는다고 해서 체력이 채워지지 않고, 초록색 마이클 잭슨을 또 찾아야 체력이 1칸 또는 2칸 생성된다. 또 메가드라이브와의 보스전과 다른 스테이지가 여럿 존재한다.

## 평가
| 평가 |        |
| --- | ------ |
| 통합 점수 통합사 점수 게임랭킹스 54.2 [ 1 ] 평론 점수 평론사 점수 크래시 70% [ 2 ] CVG 90% [ 3 ] 싱클레어 유저 6/10 [ 4 ] 유어 싱클레어 75% [ 5 ] MegaTech 85% [ 6 ] Zzap!64 60% [ 7 ] Mega 78% [ 8 ] Sega Power 90% [ 9 ] Compute's Guide 19/20 [ 10 ] IGN 4.5/10 [ 11 ] |        |
| 통합 점수 |        |
| 통합사 | 점수   |
| 게임랭킹스 | 54.2   |
| 평론 점수 |        |
| 평론사 | 점수   |
| 크래시 | 70%    |
| CVG | 90%    |
| 싱클레어 유저 | 6/10   |
| 유어 싱클레어 | 75%    |
| MegaTech | 85%    |
| Zzap!64 | 60%    |
| Mega | 78%    |
| Sega Power | 90%    |
| Compute's Guide | 19/20  |
| IGN | 4.5/10 |